# جودیتا دل وچو
جودیتا دِل وِچو (ایتالیایی: Giuditta del Vecchio) بازیگر اهل ایتالیا است.
از فیلم‌هایی که وی در آن‌ها نقش داشته‌است، می‌توان به دختر زیبا، اسنک بار بوداپست و روزهای آرام در کلیشی اشاره نمود.